# Palworld
Palworld est un jeu de survie action-aventure du développeur japonais Pocket Pair. Le jeu se déroule dans un monde ouvert peuplé de créatures ressemblant à des animaux connues sous le nom de « Pals ». Les joueurs peuvent combattre et capturer des Pals afin de les utiliser pour la construction de bases, se déplacer et combattre des ennemis. Palworld peut être joué en solo ou en ligne jusqu'à 32 joueurs sur un seul serveur.
Annoncé pour la première fois en 2021, il est sorti en accès anticipé le 19 janvier 2024 sur Microsoft Windows, Xbox One et Xbox Series puis le 24 septembre 2024 sur PlayStation 5.
Le principe du jeu, qui consiste à utiliser des armes à feu et à en équiper des Pals, lui a valu le surnom de « Pokémon avec des armes à feu ». D’autres éléments, tels que l’utilisation de créatures comme nourriture ou leur placement dans des mines et des usines, ont également retenu l’attention. Il s'est vendu à plus de quatre millions d'exemplaires au cours des trois premiers jours d'accès anticipé, et a été généralement bien accueilli, avec des éloges pour son gameplay (expérience au jeu), son contenu et son histoire satirique,,,, mais il a été critiqué pour son recours à l'humour choc et à l'utilisation de conceptions et de mécanismes non originaux,,,.

## Système de jeu
Dans Palworld, les joueurs contrôlent un avatar personnalisable d'un point de vue à la troisième personne dans le but d'explorer les îles Palpagos en monde ouvert et de découvrir leurs secrets. Semblable à d’autres jeux de survie, les joueurs doivent gérer leur niveau de faim, fabriquer des outils de base, rassembler des matériaux et construire des bases qui servent également de points de déplacement rapides. Il est possible de déverrouiller des technologies via un arbre technologique permettant au joueur de fabriquer et d'utiliser de nouvelles armes, structures et décorations.
Les îles sont habitées par plus de 100 espèces de créatures connues sous le nom de Pals. Les joueurs engagent directement des combats avec les Pals afin de les affaiblir et de les capturer à l'aide de "sphères de Pals". Les Pals peuvent également être achetés sur le marché noir via des PNJ ou échangés avec d'autres joueurs. Après avoir obtenu des Pals, ils peuvent être invoqués au combat ou stationnés dans les bases pour aider à la collecte de matériaux, à l'artisanat, à la cuisine, etc, selon leur type. Certains Pals possèdent une compétence de partenaire, permettant une utilité supplémentaire en les utilisant comme armes ou montures.
Les antagonistes du jeu sont diverses factions, telles qu'un syndicat du crime organisé, un mouvement de libération Pal et une force de défense insulaire de type policier, dirigée par de puissants entraîneurs Pal qui résident dans les tours à travers les îles et agissent comme les principaux combats de boss du jeu. Les factions sont des PNJ humains qui apparaissent occasionnellement dans le monde, soit en patrouille, soit en combat, qui sont hostiles au joueur et peuvent le combattre avec des armes. Le jeu propose également un système de niveaux de recherche, qui augmente si le joueur commet un crime (généralement en attaquant des humains honnêtes ou en débarquant et capturant des Pals sur une île interdite sans discrétion). D'autres PNJ humains deviendront alors hostiles contre lui et des soldats des forces de défense apparaîtront pour l'attaquer, jusqu'à ce que qu'il soit tué ou échappe à ses poursuivants,. Un ennemi humain peut être capturé avec une Sphère de Pal (avec des probabilités de réussite de capture plus faibles), et par la suite être assigné à une tâche ou être utilisé en combat.

## Eclosion de pal dans le "Ranch"
| INDEX | PARENT PAL 1     | INDEX | PARENT PAL 2     | TYPE D'OEUF | RARETE     | INDEX | OEUF ECLOS  |
| ----- | ---------------- | ----- | ---------------- | ----------- | ---------- | ----- | ----------- |
| 41    | CINNAMOTH        | 71    | VANWYRM          | ROCAILLEUX  | LEGENDAIRE | 100   | ANUBIS      |
| 100   | ANUBIS           | 136   | AZURMANE         | FEUILLU     | LEGENDAIRE | 91B   | WUMPO BOTAN |
| 100   | ANUBIS           | 91B   | WUMPO BOTAN      | SOMBRE      | EPIQUE     | 153   | GHANGLER    |
| 112   | BELLANOIR LIBERO | 41    | CINNAMOTH        | SOMBRE      | LEGENDAIRE | 99    | MENESTING   |
| 112   | BELLANOIR        | 67    | DIGTOISE         | FEUILLU     | EPIQUE     | 33    | MOSSANDA    |
| 112   | BELLANOIR        | 120   | KNOCKLEM         | GELE        | EPIQUE     | 83    | CRYOLINX    |
| 112   | BELLANOIR        | 72B   | BUSHIR NOCT      | ELECTRIQUE  | LEGENDAIRE | 51    | ELIZABEE    |
| 112   | BELLANOIR        | 85    | RELAXAURUS       | DRAGON      | LEGENDAIRE | 98    | ASTEGON     |
| 112B  | BELLANOIR LIBERO | 11    | PENKING          | SOMBRE      | LEGENDAIRE | 99    | MENASTING   |
| 72B   | BUSHIR NOCT      | 116B  | SHROOMER NOCT    | ROCAILLEUX  | COMMUN     | 56    | UNIVOLT     |
|       | REPTYRO CRYST    | 95B   | QUIVERN BOTAN    | DRAGON      | LEGENDAIRE | 85    | RELAXAURUS  |
| 41    | CINNAMOTH        | 101B  | JOMMUNTIDE IGNIS | ELECTRIQUE  | EPIQUE     | 136   | AZURMANE    |
| 153   | GHANGLER         | 71    | VANWYRM          | CHAUD       | COMMUN     | 40    | INCINERMAN  |
| 153   | GHANGLER         | 33B   | MOSSANDA LUX     | GELE        | EPIQUE     | 91    | WUMPO       |

## Développement
Palworld est développé et publié par Pocket Pair, une société indépendante basée à Shinagawa, Tokyo. Il s'agit de leur deuxième projet de jeu de survie en monde ouvert en accès anticipé, après Craftopia. Comme leur dernier jeu, il utilise des mécanismes de jeu qui rappellent Minecraft et The Legend of Zelda: Breath of the Wild, mais ajoute des mécanismes de collecte de créatures popularisés par la franchise Pokémon.
L'équipe Pocket Pair affirme que Pokémon n'était pas l'une de leurs principales inspirations. Selon le PDG Takuro Mizobe, le concept de Palworld est basé sur Ark: Survival Evolved, qui avait également des compagnons monstres comme des dinosaures. Les mécanismes de survie et les tâches du jeu ont été inspirés par Rust, tandis que la série Dragon Quest a influencé la conception des créatures. Au début du développement, il a été décidé de changer le moteur du jeu, Unity, qui alimentait tous les projets précédents de Pocket Pair, vers l'Unreal Engine. Le budget du jeu dépassait le milliard de yens et l'entreprise a embauché plus de 40 employés supplémentaires,.
En juillet 2024, Pocket Pair s'associe à Sony Music et Aniplex pour fonder Palworld Entertainment, dans le but d'étendre la franchise dans différents domaines (animation, cartes à collectionner, etc.). En octobre 2024, c'est au tour de Krafton de s'associer à Pocket Pair pour une sortie de Palworld sur mobile, développé par la filiale PUBG Studios.

## Sortie
Le jeu est révélé le 5 juin 2021, détaillant les fonctionnalités clés telles que la survie, l'artisanat, l'exploration, l'exploitation des créatures et l'orientation multijoueur du titre. Plus de détails sont partagés au cours des années suivantes, et le jeu fait des apparitions dans le cadre de présentations plus détaillées telles que le Tokyo Game Show, où Pocket Pair annonce la sortie sur les consoles Xbox One et Xbox Series en plus du PC, et lors du Summer Game Fest, où le studio annonce une fenêtre de sortie en janvier 2024.
Palworld est sorti le 19 janvier 2024 en accès anticipé via Steam et le programme Xbox Game Preview (disponible sur le Game Pass le jour de sa sortie), où il devrait y rester pendant au moins un an. Les fonctionnalités prévues pour les mises à jour incluent des modes joueur contre joueur, des raids de guilde et le commerce de Pals entre serveurs. Dans un State of Play (en), Sony annonce la sortie du jeu sur PlayStation 5 le 24 septembre 2024 dans le monde, à l'exception du Japon. Néanmoins, au 4 octobre 2024, le jeu est disponible au téléchargement sur le PlayStation Store japonais. Grâce à une collaboration avec Krafton, le jeu est également prévu sur téléphone mobile.

## Controverses

### Ressemblance avec lesPokémon
Depuis sa sortie en accès anticipé, de nombreuses personnes ont soulevé la ressemblance entre les créatures du jeu Palword et les Pokémon de Nintendo. Le jeu Palword est accusé d'avoir plagié la licence Pokémon, notamment en fondant leurs créatures sur les modèles 3D de Pokémon existants, bien que le créateur, Takuro Mizobe, réfute ces affirmations.
Quelques jours après le début de l'accès anticipé, une vidéo d'un mod du jeu utilisant les véritables Pokémon est apparu sur les réseaux sociaux. Le créateur promettait aux joueurs de pouvoir remplacer les Pals par des Pokémon ainsi que de changer l'apparence du joueur par les héros de la franchise. Nintendo, éditeur de la saga Pokémon, a aussitôt réagi en faisant supprimer la vidéo et en demandant au modder de ne pas publier le mod sous peine de poursuites pénales. Le jeu comporte également des éléments s'inspirant de The Legend of Zelda: Breath of the Wild ou d'Elden Ring.

#### Dépôt de plainte de Nintendo et The Pokémon Company
Le 19 septembre 2024, Nintendo et The Pokémon Company portent plainte contre les créateurs de Palworld pour violation de propriété intellectuelle, une décision qu'un analyste de l'industrie vidéoludique japonaise relie au succès commercial du jeu, qui assure Pocketpair d'une marge bénéficiaire nette très importante, et qui distinguerait cette entreprise de tous les autres petits studios susceptibles d'être attaqués par Nintendo en justice pour des questions de brevets. L'analyste prédit qu'à défaut de pouvoir pointer des violations évidentes de propriété intellectuelle, le procès risque de se concentrer sur des brevets très techniques, les dirigeants de Nintendo ayant d'après lui la volonté d'entraver Pocketpair par tous les moyens. La date de dépôt de plainte aurait d'ailleurs été volontairement placée une semaine avant l'ouverture du salon professionnel Tokyo Game Show, de manière à entacher l'annonce officielle qui y est faite par Pocketpair de la sortie de Palworld sur la plateforme PlayStation 5.

### Mauvaise catégorisation PEGI
Au 23 janvier 2024 (5 jours après le début de l'accès anticipé), le jeu n'était pas présent dans les bases de données de ESRB, du PEGI et de l'USK. Il était marqué comme PEGI 7 (d)  sur le Microsoft Store alors que cette classification ne correspond pas au contenu du jeu, en raison de la violence. Finalement, il est classifié PEGI 12 sur le Microsoft Store.

## Accueil

### Critiques

#### Avant la sortie
La bande-annonce du jeu a suscité un puissant engagement sur les réseaux sociaux et un accueil mitigé, allant de l'enthousiasme au dégoût. L'expression « Pokémon avec des armes » était couramment utilisée pour désigner le jeu par les joueurs et les journalistes,. Certains spectateurs pensaient que le jeu était faux, un sentiment qui a surpris l'équipe de développement. Il a également suscité un certain scepticisme en raison de l'état inachevé de leur jeu antérieur, Craftopia. Le ton satirique des bandes-annonces, avec des références aux lois du travail et à la chasse illégale, a suscité l'intérêt pour le jeu, explorant les nuances sombres du genre de collection de créatures,.

#### Accès anticipé
Palworld a reçu des critiques provisoires pour la plupart positives. IGN et PC Invasion ont fait l'éloge de ses combats amusants et de sa boucle de jeu attirante, ce dernier notant les environnements vastes, quoique quelque peu stériles, animés par différents Pals,. GAMINGbible a écrit que Palworld a dépassé leurs attentes et a souligné la quantité « étonnante » de contenu en accès anticipé et de son sens de l'humour. The Escapist a décrit les combats, permettant aux joueurs de se battre aux côtés de leurs amis contre des ennemis plus coriaces, comme un point culminant. PCGamesN a qualifié le jeu de « descente morbide et convaincante dans le capitalisme des créatures », déclarant que même s'il présentait quelques défauts tels que son insistance sur un comportement éthiquement discutable et les conceptions non originales de Pals, son gameplay et le chaos du monde ouvert le compensaient. Selon VG247, le jeu possèdent quelques éléments « qui méritent d'être admirés ». Pour GameSpot, le critique Mark Delaney a salué la mécanique et le ton du jeu comme « une perspective rafraîchissante dans un genre qui trébuche si souvent en s'évertuant à présenter les choses comme joyeuses et sincères », estimant qu'il s'agit « de la première fois à sa connaissance qu'un jeu de collection de créatures reconnaît ses systèmes d'exploitation en tant que part importante du gameplay ».
À l'inverse, Rock Paper Shotgun et PC Gamer ont reproché à Palworld de s'être trop appuyé sur un humour choc autour de la maltraitance des animaux et le travail dans les ateliers clandestins dans toutes les facettes du gameplay, que PC Gamer a ridiculisé en le qualifiant d'« edgelord de Newgrounds du milieu des années 2000 » et de s'être « engagé excessivement [dans la violence] ». Rock Paper Shotgun fait également valoir que les mécanismes de jeu et la présentation des Pals ont fondamentalement été mal compris et que la signification et l'attrait de Pokémon et du genre de capture de monstres aussi. Il a également suscité des critiques pour sa conception non originales des Pals, et les mécanismes tirés d'autres titres créant ainsi divers polémiques autour du jeu,.

### Succès commercial
Palworld a été vendu à plus d'un million d'exemplaires au cours des 8 premières heures d'accès anticipé le 19 janvier 2024, qui est passé à deux millions d'exemplaires au cours des premières 24 heures, trois millions d'exemplaires au cours des 40 premières heures, et six millions d'exemplaires en quatre jours. Son pic de fréquentation, durant le mois de janvier, a par ailleurs atteint les 2 100 000 connexions simultanées,, entraînant des problèmes de serveur,, et devenant ainsi le deuxième jeu le plus joué sur Steam en passant devant Counter-Strike: Global Offensive, mais toujours derrière PUBG: Battlegrounds et son record en 2018. Il restera deuxième jusqu'en août 2024, date à laquelle le jeu Black Myth: Wukong le devanceran mettant Palworld à la troisième place.
Le 31 janvier 2024, Pocket Pair annonce sur X avoir vendu 12 millions d'exemplaires de Palworld sur Steam et atteint au moins 7 millions de joueurs sur Xbox Series, soit en moyenne 1 million de ventes par jour. 1 mois plus tard, le 22 février 2024, le jeu dépasse les 15 millions d'exemplaires vendus sur Steam et les 10 millions de joueurs sur Xbox, soit 25 millions de joueurs toutes plateformes confondues.